# Jan Garbowski
Jan Garbowski (ur. 22 kwietnia 1888 w Kostrowiczach, zm. wiosną 1940 w Charkowie) – pułkownik lekarz Wojska Polskiego, działacz niepodległościowy, kawaler Orderu Virtuti Militari, ofiara zbrodni katyńskiej.

## Życiorys
Syn Franciszka h. Sulima (zm. 1893), adwokata przysięgłego, i Wandy z Kraszewskich h. Boleścic (zm. 1934) urodzony w rodzinnym majątku Kostrowicze, w ówczesnym powiecie słonimskim guberni grodzieńskiej. W 1895, po śmierci ojca, przeniósł się z matką i siostrami do Warszawy. Uczęszczał do himnazjum realnego rządowego, z którego w 1905 został wydalny za udział w strajku szkolnym. Naukę kontynuował w polskiej Szkole Realnej Witolda Wróblewskiego, w której w 1907 zdał egzamin dojrzałości. W tym samym roku wyjechał do Paryża. Początkowo studiował na Wydziale Przyrodniczym, a od 1908 na Wydziale Lekarskim Sorbony. W 1914 uzyskał dyplom lekarza.
23 sierpnia 1914 wstąpił jako ochotnik do Legionu Bajończyków. 11 listopada tego roku został pomocnikiem lekarza 3 batalionu 1 pułku Legii Cudzoziemskiej. 14 lipca 1916 został mianowany podporucznikiem armii francuskiej i wyznaczony na stanowisko lekarza 3 batalionu. 14 lipca 1918 awansował na porucznika armii francuskiej. W trakcie walk na froncie został dwukrotnie ranny w lewą nogę (odłamkiem granatu i kulą karabinową). 20 lutego 1919 został przeniesiony do szpitala wojskowego Val-de-Grâce w dzielnicy łacińskiej Paryża na stanowisko młodszego ordynatora.
21 czerwca 1919 został przyjęty do Armii Polskiej we Francji w stopniu kapitana i przydzielony do obozu Sillé-le-Guillaume. 19 września 1919 został przeniesiony do 150 pułku strzelców kresowych (późniejszy 42 pułku piechoty) na stanowisko starszego lekarza pułku. 24 września 1920 został zatwierdzony z dniem 1 kwietnia 1920 w stopniu kapitana, w korpusie lekarskim, w grupie oficerów byłej Armii gen. Hallera. 1 grudnia 1920 zachorował na tyfus plamisty. 1 lutego 1921 został przydzielony do szpitala polowego nr 601 na stanowisko komendanta, a jego oddziałem macierzystym była kompania zapasowa sanitarna nr 3 w Grodnie. 4 grudnia 1921 szef sanitarny Okręgu Korpusu Nr IX, płk lek. dr Jan Kamiński napisał w liście kwalifikacyjnej: „wybitny oficer korpusu sanitarnego. Znakomity dowódca, niezmiernie pracowity i zapobiegliwy, o wybitnych cechach charakteru w najlepszym słowa tego znaczeniu. Doskonały wychowawca i organizator. W obliczu nieprzyjaciela dzielny dowódca. Wybitny oficer!”
20 grudnia 1921 został przydzielony do Departamentu VIII Sanitarnego Ministerstwa Spraw Wojskowych w Warszawie na stanowisko referenta. 3 maja 1922 został zweryfikowany w stopniu majora ze starszeństwem z dniem 1 czerwca 1919 i 40. lokatą w korpusie oficerów sanitarnych, grupa lekarzy. 19 października 1922 został przeniesiony do 4 batalionu sanitarnego w Łodzi, jako oddziału macierzystego z pozostawieniem na dotychczasowym stanowisku w Departamencie VIII MSWojsk. 29 stycznia 1923 przeniesiony do 3 batalionu sanitarnego, a 23 maja tego roku do 1 batalionu sanitarnego w Warszawie. 20 stycznia 1923 nostryfikował dyplom lekarza na Uniwersytecie Warszawskim. 2 listopada 1923 został przydzielony do 1 baonu sanitarnego z jednoczesnym odkomenderowaniem na jednoroczny kurs doszkolenia w Wyższej Szkoły Wojennej w Warszawie, w charakterze hospitanta. W styczniu 1924 został przeniesiony do 27 pułku artylerii polowej we Włodzimierzu na stanowisko starszego lekarza pułku z pozostawieniem na odkomenderowaniu w Wyższej Szkole Wojennej.
W sierpniu 1924, po ukończeniu kursu „z wynikiem pomyślnym”, został przydzielony do 1 pułku artylerii przeciwlotniczej w Warszawie na stanowisko lekarza. 1 grudnia 1924 prezydent RP nadał mu stopień podpułkownika z dniem 15 sierpnia 1924 i 4. lokatą w korpusie oficerów sanitarnych, grupa lekarzy. W styczniu 1925 został przeniesiony do Oddziału IV Sztabu Generalnego na stanowisko referenta. W listopadzie 1925 został przesunięty z Oddziału IV SG do Departamentu Sanitarnego MSWojsk. na stanowisko referenta. We wrześniu 1926 został przydzielony do Oficerskiej Szkoły Sanitarnej na stanowisko wykładowcy. W grudniu 1929 powierzono mu dodatkowo funkcję dowódcy kursu oficerów stażystów, a 1 maja 1930 także pełnienie obowiazków dyrektora nauk Szkoły Podchorążych Sanitarnych. 25 sierpnia 1931 został przesunięty na stanowisko dyrektora nauk Szkoły Podchorążych Sanitarnych. 12 marca 1933 prezydent RP nadał mu stopień pułkownika z dniem 1 stycznia 1933 i 2. lokatą w korpusie oficerów sanitarnych, grupa lekarzy. 7 kwietnia 1934 został wyznaczony na stanowisko komendanta Szpitala Szkolnego Centrum Wyszkolenia Sanitarnego w Warszawie. Obowiązki komendanta szpitala pełnił do września 1939. Mieszkał w stolicy przy ul. Górnośląskiej 45.
W czasie kampanii wrześniowej 1939 po agresji ZSRR na Polskę dostał się do niewoli sowieckiej i został osadzony w obozie w Starobielsku. Wiosną 1940 został zamordowany przez funkcjonariuszy NKWD w Charkowie i pogrzebany w Piatichatkach, gdzie od 17 czerwca 2000 mieści się oficjalnie Cmentarz Ofiar Totalitaryzmu w Charkowie.
31 lipca 1924 w Warszawie Jan de Garbowo Garbowski zawarł związek małżeński z urzędniczką Departamentu VIII MSWojsk. Zofią Smoleńską córką śp. Romana i Haliny z Humięckich, obywateli ziemskich ze Smolina. Miał syna Andrzeja (ur. 1925).
Postanowieniem nr 112-48-07 Prezydenta RP Lecha Kaczyńskiego z 5 października 2007 został awansowany pośmiertnie na stopień generała brygady. Awans został ogłoszony 9 listopada 2007 w Warszawie, w trakcie uroczystości „Katyń Pamiętamy – Uczcijmy Pamięć Bohaterów”.

## Ordery i odznaczenia
- Krzyż Srebrny Orderu Wojskowego Virtuti Militari nr 1613 – 17 maja 1921[47]
- Krzyż Niepodległości – 20 lipca 1932 „za pracę w dziele odzyskania niepodległości”[48]
- Krzyż Oficerski Orderu Odrodzenia Polski – 10 listopada 1938 „za zasługi w służbie wojskowej”[49][50]
- Krzyż Walecznych nr 2880 – 21 kwietnia 1921[51]
- Złoty Krzyż Zasługi po raz pierwszy – 19 marca 1931 „za zasługi na polu organizacji i administracji służby zdrowia w wojsku”[52][53]
- Złoty Krzyż Zasługi po raz drugi – 24 marca 1939 „za zasługi w służbie wojskowej”[54]
- Medal Pamiątkowy za Wojnę 1918–1921 – 1928[55]
- Medal Dziesięciolecia Odzyskanej Niepodległości – 1928[55]
- Krzyż Kawalerski Orderu Legii Honorowej – kwiecień 1918[56] (zezwolenie prezydenta RP na przyjęcie i noszenie z 15 grudnia 1926[57])
- francuski Krzyż Wojenny – czerwiec 1915[58]